# Ballada o Januszku (serial telewizyjny)
Ballada o Januszku – polski serial dramatyczny z 1987 w reżyserii Henryka Bielskiego, na podstawie książki Sławomira Łubińskiego pod tym samym tytułem.
Zdjęcia powstały w Warszawie i Ciechocinku.

## Odcinki
1. Wdowie radości
2. W pogoni za kwiatem życia
3. Prosta sprawa
4. Dotknięcie nieba
5. Widoczek z Ciechocinka
6. Rybałci 63
7. Lider zespołu
8. Gorzko, gorzko...

## Obsada serialu
Obsada aktorska w kolejności alfabetycznej:
- Wiesław Adamowski
- Leonard Andrzejewski – Wlazło
- Mirosław Baka – Stasiek Wątroba
- Stanisław Banasiuk
- Marek Barbasiewicz – Lucjan, wychowawca w zakładzie poprawczym
- Wojciech Brzozowicz – mężczyzna kupujący bilet do kina od Januszka
- Barbara Brylska – nauczycielka Barbara Jentyszanka
- Janusz Bylczyński – sędzia
- Magdalena Celówna – urzędniczka w spółdzielni mieszkaniowej
- Krzysztof Chamiec – adwokat Żurka
- Andrzej Chudy – milicjant Świerczyński
- Anna Ciepielewska – Halina Ściborek, matka Marioli
- Halina Czerny-Stefańska – pianistka dająca koncert w Ciechocinku
- Wiesław Drzewicz – Stefan Ściborek, ojciec Marioli
- Bożena Dykiel – kierowniczka stołówki
- Lidija Fiedosiejewa-Szukszyna – Gienia Smoliwąs (polski dubbing Krystyna Królówna)
- Aleksandra Ford-Sampolska – sąsiadka Gieni
- Marek Frąckowiak – Bełtowicz, robotnik pożyczający pieniądze od Janusza
- Aleksander Gawroński – robotnik pod sklepem
- Marian Glinka – Dróżdż, nauczyciel WF
- Iwona Głębicka – matka dziecka uratowanego przez Owocnego
- Mariusz Gorczyński – milicjant
- Maciej Góraj – Krzemiński, wychowawca w zakładzie poprawczym
- Jarosław Góral – Janusz Smoliwąs
- Andrzej Grąziewicz – donosiciel milicji w barze
- Jolanta Grusznic – Jadzia, koleżanka Gieni
- Wirgiliusz Gryń – Józef Kalisiak, sekretarz partii
- Mieczysław Janowski – Bęcicki, kierownik domu kultury
- Zofia Jamry – współlokatorka Gieni w sanatorium
- Małgorzata Kaczmarska – Jola, dziewczyna na imprezie u Janusza
- Marek Kępiński – chory w poczekalni
- Maria Klejdysz – Helena Kalisiakowa
- Janusz Kłosiński – adwokat
- Halina Kossobudzka – sędzia
- Roman Kosierkiewicz – mężczyzna na koncercie Rybałtów
- Krzysztof Kotowski
- Ryszard Kotys – hycel
- Helena Kowalczykowa – sprzątaczka w sądzie
- Andrzej Krasicki – ordynator
- Piotr Krasicki – czeladnik Ściborka
- Roman Kruczkowski – ksiądz
- Małgorzata Kurmin – Ela Kwiatek, współpracownica Gieni
- Teresa Lipowska – sąsiadka Pola Karolakowa
- Gustaw Lutkiewicz – sąsiad Edmund Karolak
- Jolanta Łagodzińska – Mariola Ściborek, narzeczona Januszka
- Sławomira Łozińska – sekretarka Basia
- Ignacy Machowski – nauczyciel
- Bohdana Majda – sklepikarka Jeżewska
- Marzena Manteska – Zula Skalska, siostrzenica Karolaka
- Tadeusz Matejko
- Wiesława Mazurkiewicz – współlokatorka Gieni w sanatorium
- Celina Męcner – sekretarka Kalisiaka
- Stanisław Michalski – dyrektor szkoły
- Bożena Miefiodow – kucharka w stołówce
- Alicja Migulanka – współpracownica Gieni
- Zbigniew Modej
- Jerzy Molga – lekarz w sanatorium
- Jolanta Muszyńska – dziewczyna na imprezie u Janusza
- Leon Niemczyk – doktor Edmund Żurek
- Janusz Rafał Nowicki – wychowawca w poprawczaku
- Janusz Paluszkiewicz – Karuzela
- Bronisław Pawlik – kuracjusz Sitkowski
- Maciej Perszewski – Arek Żurek
- Józef Pieracki – lekarz
- Małgorzata Pritulak – Kwiecińska, matka "zgwałconej" dziewczyny
- Sylwester Przedwojewski – nauczyciel
- Witold Pyrkosz – dyrektor Tadeusz Stasiak
- Ewa Rudnicka
- Zdzisław Rychter – mężczyzna biorący udział w bójce w barze; stojący w tłumie śmiejących się z doktorowej
- Jacek Ryniewicz
- Włodzimierz Saar – kierownik Smoliwąsowej w fabryce
- Janina Seredyńska – Antoniowa, służąca w domu Żurków
- Katarzyna Skolimowska – żona Owocnego
- Bogusław Sochnacki – milicjant Marian Owocny
- Lech Sołuba
- Tadeusz Somogi – sędzia
- Tatiana Sosna-Sarno – sprzątaczka w sanatorium
- Karina Szafrańska – dziewczyna na imprezie u Janusza
- Ewa Szykulska –  malarka Żurkowa
- Michał Szymczyk – Janusz Smoliwąs w dzieciństwie
- Bożena Szymańska – Joanna Aleksiejuk
- Jerzy Turek – listonosz
- Paweł Unrug – taksówkarz
- Kazimiera Utrata-Lusztig – krawcowa
- Zdzisław Wardejn – Zdzisiu Mierzwiak, kochanek Gieni
- Hanna Wrycza-Polk – Zosia Kwiecińska
- Sylwia Wysocka – pielęgniarka
- Wojciech Zagórski – fotograf
- Adrian Zandberg – syn Żurków
- Kazimierz Zarzycki – sprzedawca w sklepie AGD